# Seu Filho, Meu Tesouro
"Seu Filho, Meu Tesouro" é o terceiro episódio da primeira temporada da sitcom brasileira Sob Nova Direção, protagonizada por Heloísa Perissé e Ingrid Guimarães, e exibida pela Rede Globo no dia 2 de maio de 2004. Após o piloto de final de ano exibido no dia 28 de dezembro de 2003, a série foi escolhida pela Rede Globo para fazer parte de sua programação, sendo encomendados 35 episódios exibidos sempre nas noites de domingo, após o Fantástico.
O episódio "Seu Filho, Meu Tesouro" foi o terceiro co-escrito por Heloísa e Ingrid com as autoras Adriana Chevallier, Aline Garbatti e Tiza Lobo, e conta com as participações especiais de Herson Capri, Miguel Thiré, Claudia Alencar e Eri Johnson. No episódio, Pit e Belinha tentam solucionar suas dívidas, ao mesmo tempo em que Pit se apaixona por um homem mais velho, cujo filho começa a se relacionar com Belinha.

## História

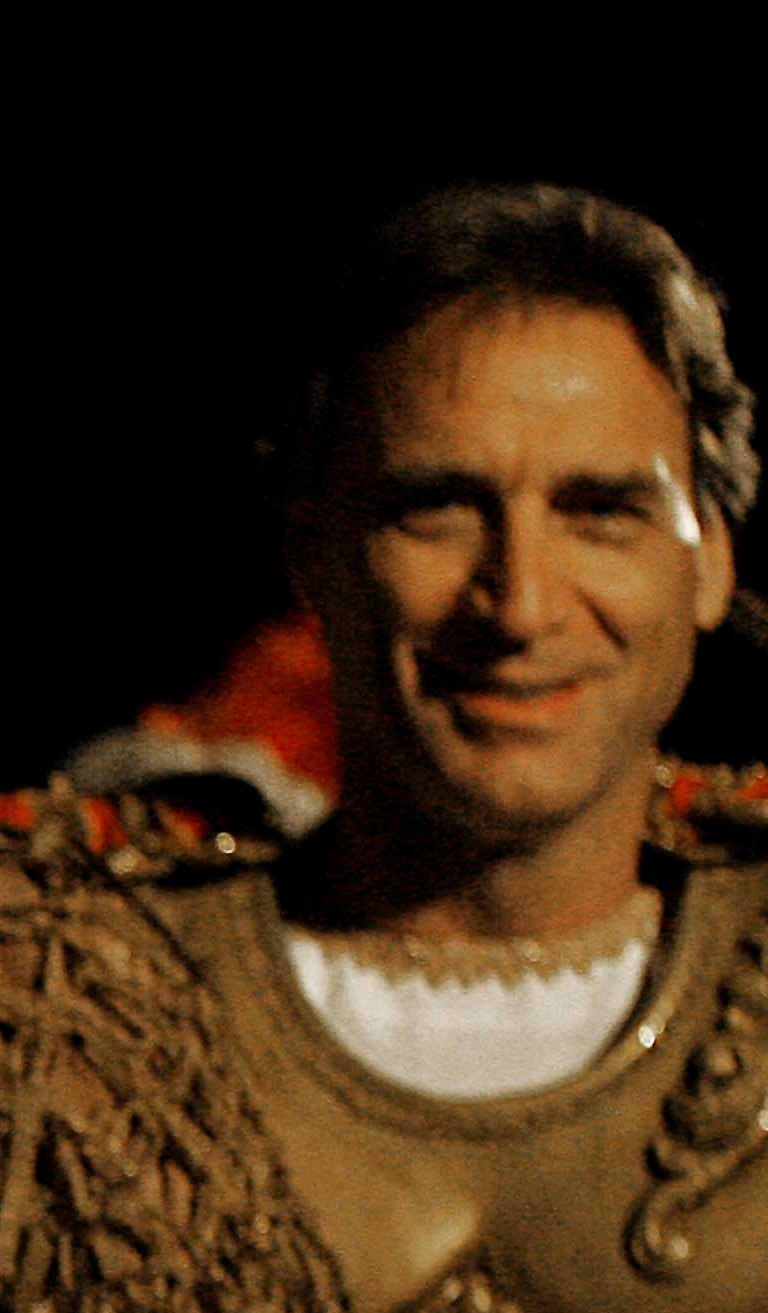
Herson Capri faz o interesse amoroso de Pit.

Exibido no dia 2 de maio de 2004, "Seu Filho, Meu Tesouro" começa com Belinha (Heloísa Perissé), Pit (Ingrid Guimarães), Moreno (Luís Miranda) e Franco (Luis Carlos Tourinho) discutindo as dívidas do bar e sobre o quanto os salários dos dois estão atrasados, quando Sidinelson Freitas (Eri Johnson) se mete no assunto. Irritada, Belinha pergunta quem é o rapaz, que se apresenta como um advogado especialista em negociações. Ao invés de ajudar as donas do bar, Sidineldon convence Moreno e Franco a fazerem uma greve. Em meio ao desespero, as amigas vão à sorveteria e em meio a conversa, Belinha decide ficar apenas com garotos mais novos e Pit com homens mais maduros. No mesmo instante Pit se interessa por um homem na sorveteria, que ao sair, esquece o celular na mesa, e ela acredita que essa é uma grande oportunidade de conhecê-lo.
Enquanto Belinha se desdobra para atender os clientes no bar, Pit aguarda a chegada do dono do celular, mas quem vem buscar o aparelho é seu filho Bruno (Miguel Thiré). Belinha atende a porta, logo se interessa pelo jovem e eles resolvem sair para jantar. Pit acha que levou um bolo e a amiga esclarece a situação. Para resolverem as dívidas do bar, as duas pegam dinheiro emprestado com Olga (Claudia Alencar), mas o que era para ser uma solução vira uma grande confusão. Bruno é filho de Olga e a mãe fica indignada ao saber o jovem está saindo com uma mulher mais velha, sem saber que é Belinha. Para complicar ainda mais, Rodolfo (Herson Capri), o dono do celular, também está atrás do filho, que passou a noite fora. Assim que chega, ele começa a dar em cima de Belinha para desespero de Pit. Depois do tumulto, as amigas conseguem resolver a situação e ainda unem novamente a família, ao mesmo tempo em que Pit e Belinha pagam o salário atrasado de Franco e Moreno, mas o advogado fica com todo o dinheiro dos funcionários.